# Terras (landbouw)

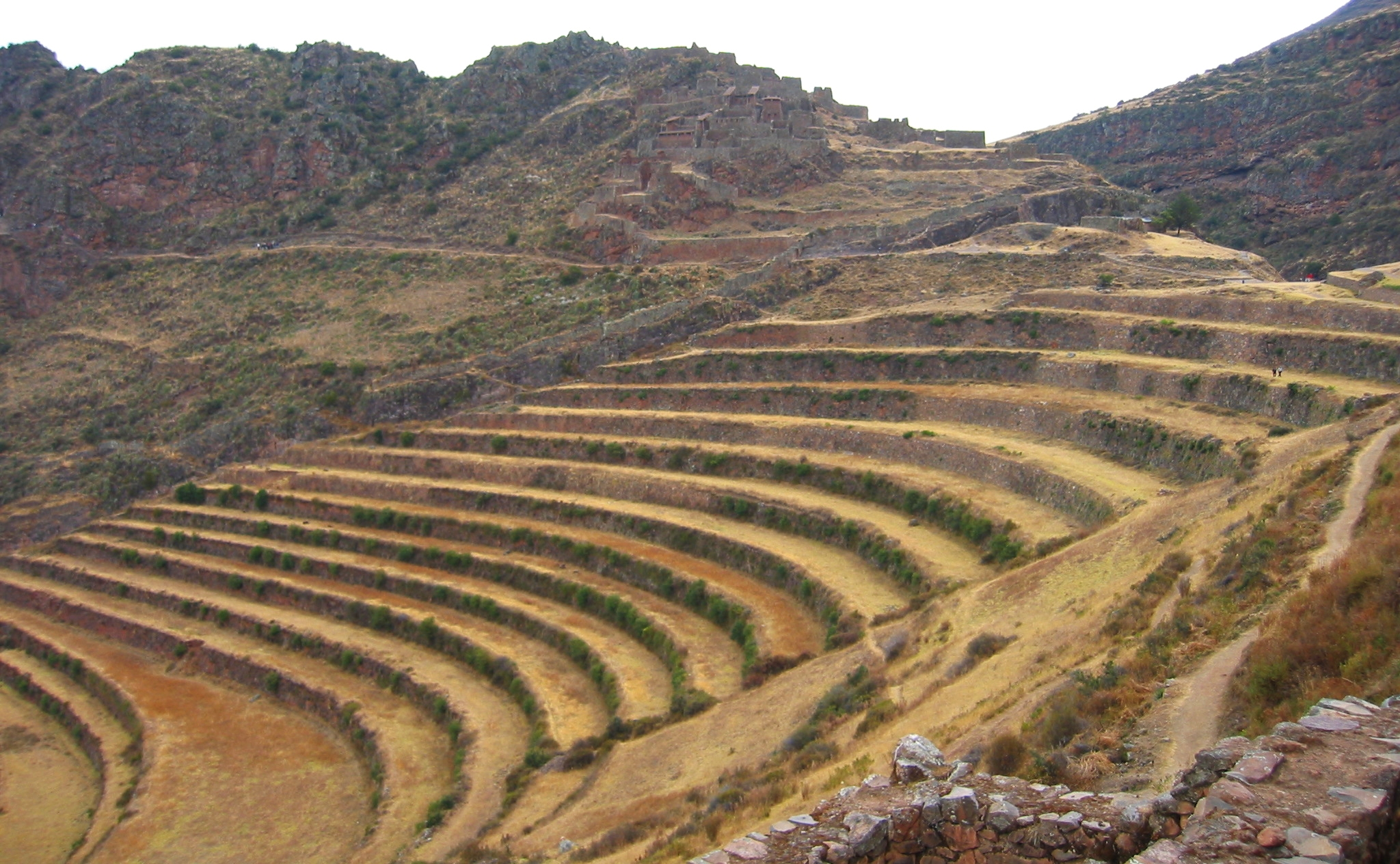
Terrassenlandschap bij het Peruaanse dorp Pisac

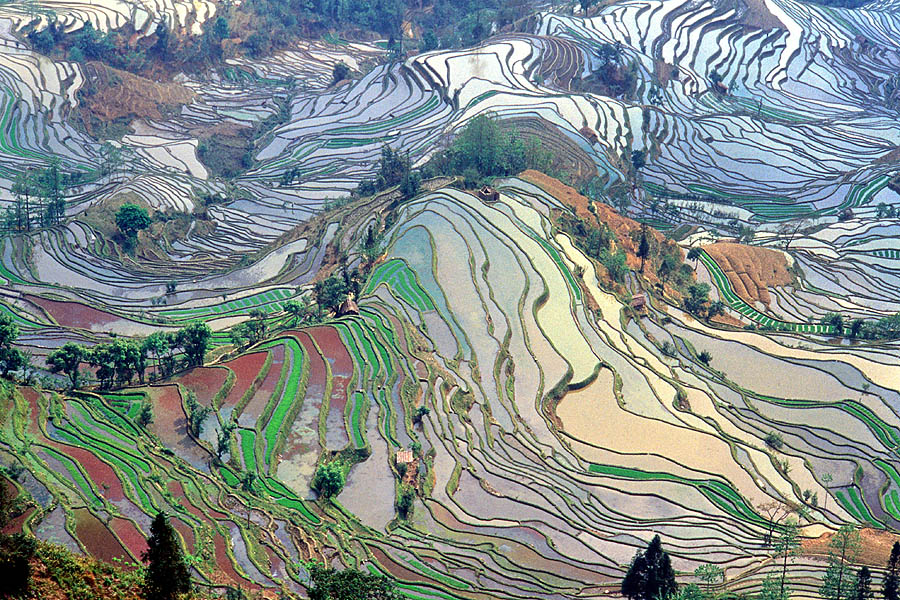
Abstract patroon van rijstterrassen in de Chinese provincie Yunnan

Een terras in de landbouw is een afgevlakt stuk grond in een heuvelachtig gecultiveerd gebied met als doel bodemconservering door het vertragen of tegengaan van de versnelde oppervlakkige afstroming van irrigatiewater of regenwater. Deze grond is vaak onderverdeeld in meerdere terrassen, wat resulteert in een getrapt aanzien. De door de mens gemaakte landschappen met rijstcultivering op terrassen die de natuurlijke contouren van steiltes volgen, zoals bij contourploegen, zijn hiervan klassieke vormen, die bijvoorbeeld kunnen worden gezien op het eiland Bali en de rijstterrassen van Banaue in de Filipijnse provincie Benguet. In Peru werkten de Inca's met gestapelde muren om in anders onbruikbare berggebieden toch landbouw te kunnen bedrijven. In Nederland zijn onder andere de graften van Limburg bekend. In België komt dit voor in elke heuvelende streek waar ooit landbouw was.